# Lautaro Acosta
Lautaro Acosta est un footballeur argentin, né le 14 mars 1988 en Argentine, dans l'arrondissement Almirante Brown. Il évolue actuellement au poste de milieu de terrain ou attaquant.
Le 29 juillet 2008, il est choisi meilleur joueur du monde des 21 et -21 ans par le célèbre magazine espagnol Don Balon. où des joueurs comme Arda Turan, Karim Benzema, Sergio Agüero figurent dans la liste des 100 premiers.

## Carrière

### En club
Lautaro Acosta a été formé à CA Lanùs, en Argentine. Vainqueur du championnat d'ouverture 2007, il est alors remarqué par le FC Séville, qui lui fait signer un contrat de 4 ans, pour une somme de 7 millions d'euros.
En 2011 il part en pret au Racing Santander ,  après la rupture de son contrat avec le FC Séville il signe en faveur de Boca Juniors en 2012. Un an plus tard, il signe au CA Lanús.

#### En sélection
Appelé en 2007 en sélection argentine espoirs, il marque le but décisif face au Paraguay qui qualifie son pays pour la Coupe du monde de football des moins de 20 ans 2007 et pour les Jeux olympiques de 2008. 
Fort de ce but, il sera sélectionné pour les deux compétitions auxquelles il a qualifié son pays.

## Palmarès

### En club
- Vainqueur du championnat d'ouverture d'Argentine 2007 avec le CA Lanùs
- Vainqueur de la Coupe d'Espagne en 2010 avec le FC Séville

### En sélection
- Champion du monde des moins de 20 ans 2007, avec l'Argentine
- Médaille d'or aux Jeux olympiques d'été de 2008